# لودفيغ دبليو. آداميك
لودفيغ دبليو. آداميك (بالإنجليزية: Ludwig W. Adamec)‏ هو مؤرخ أمريكي، ولد في 10 مارس 1924 في فيينا في النمسا، وتوفي في 2019.